# György Tokay
György Tokay, maďarsky Tokay György, rumunsky Gheorghe Tokay, (27. březen 1939, Kluž – 3. březen 2016) byl rumunský diplomat, politik, právník a novinář maďarské národnosti. Během pádu komunismu v roce 1989 byl jedním ze zakladatelů RMDSZ a stal se významnou veřejnou osobností maďarské menšiny v Sedmihradsku.

## Biografie
Narodil se na jaře roku 1939 v Kluži v tehdejším Rumunském království, jako příslušník maďarské menšiny v Sedmihradsku. Odmaturoval na Brassai Sámuel Elméleti Líceum v Kluži, poté studoval práva na Babeș–Bolyai Tudományegyetem, kde získal roku 1960 doktorský titul. Svou kariéru započal jako advokátní poradce, později maďarsky píšící novinář.
Od roku 1976 pracoval jako právník.

### Politická kariéra
Koncem roku 1989 byl jedním ze zakladatelů Demokratického svazu Maďarů v Rumunsku (RMDSZ). V parlamentních volbách 1990 byl za tuto stranu zvolen poslancem dolní komory rumunského parlamentu, a stal se předsedou parlamentní frakce RMDSZ. Opětovně zvolen byl ve volbách roku 1992, 1996 a 2000. V letech 1996 až 1998 byl ministrem pro národnostní menšiny v kabinetu Victora Ciorbea. Od 17. dubna 1998 do 27. ledna 1999 zastával post ministra pro národnostní menšiny ve vládě Radu Vasile. Mezi lety 2005 až 2009 působil jako rumunský velvyslanec na Litvě.

### Úmrtí
Zemřel 3. března 2016 ve věku nedožitých 77 let. Pohřeb se konal 5. března ve 12 hodin na maďarském hřbitově Felsőtemető ve městě Arad za hojné účasti několika stovek osob, včetně vedoucích představitelů RMDSZ.

## Dílo
- János Irházi: Jó bolondok ügyvédje. Beszélgetések Tokay Györggyel; Riport, Nagyvárad, 2012